# Prawo Walrasa
Prawo Walrasa – reguła dotycząca równowagi ogólnej, według której na doskonale konkurencyjnym rynku podaż i popyt na konkretnych mniejszych rynkach sumują się w jedną całość. Innymi słowy, wartość zagregowanej nadwyżki popytu zawsze wynosi 0. Prawo Walrasa implikuje, że jeżeli {\displaystyle n-1} rynków znajduje się w równowadze, to i n-ty rynek musi być zrównoważony.
{\displaystyle p\cdot z(p)=0,}
gdzie:
{\displaystyle p} – cena,
{\displaystyle z(p)} – zagregowana nadwyżka popytu.
Na przykład jeżeli mamy do czynienia z dwoma rynkami, załóżmy, że jeden to rynek pieniądza, a drugi to rynek dóbr, to jeśli na rynku dóbr zaznacza się nadwyżka popytu, czyli popyt przewyższa podaż, to na rynku pieniądza sytuacja musi wyglądać odwrotnie – podaż przewyższa popyt. Istnieją pieniądze do wydania na dobra, ale niedostatecznie dużo dóbr zostało zaoferowanych, aby zaspokoić popyt na nie.
Prawo Walrasa jest aktualne w dzisiejszych czasach przede wszystkim przy analizie łącznych modeli makroekonomicznych, kładzie także solidny fundament pod wyprowadzanie kluczowych twierdzeń mikroekonomicznych, jak na przykład dowód egzystencji czy stabilność ogólnej równowagi. Na przykład jeśli zajmujemy się planowanymi transakcjami na czterech rynkach w gospodarce zamkniętej, to dzięki prawu Walrasa wystarczy, gdy poddamy analizie tylko trzy z nich.
Równowaga walrasowska oznacza gospodarkę w „stanie spoczynku”, to jest bezczasowo wyraża się w wielkości i strukturze produkcji, czynników produkcji i poziomie cen, w którym popyt na produkcję i czynniki produkcji jest równy ich podaży. Nawiązuje do optimum Pareta, ponieważ nie występują tutaj podmioty zainteresowane zmianą tego stanu. Istnieje również całkowite podporządkowanie
mechanizmowi rynkowemu z wykluczeniem ingerencji zewnętrznej.
Nazwa prawa pochodzi od nazwiska francuskiego ekonomisty Léona Walrasa, który jako pierwszy je sformułował i udowodnił.